# 火球

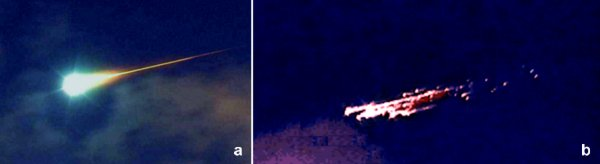
大気圏に突入した火球（a）とその破片（b）

火球（かきゅう、bolide、fireball）とは、流星の中でも特に明るいもの。大気中で蒸発したものも、隕石となって地表に落下したものも、一定以上の明るさで光れば、どちらも火球と呼ばれる。
地球だけでなく、他の天体（木星など）の大気で発光した流星にも使われる。

## 定義
2017年4月30日に国際天文学連合（IAU）の流星・隕石・惑星間塵委員会が承認した定義では、「絶対等級が-4等級よりも明るい流星」とされている。一方、アマチュア研究者が組織する国際流星機構（IMO）では、その火球が観測者の天頂で観測されたとすると-3等級以上の明るさになるであろうもの、としている。英語ではファイアボール（fireball）またはボーライド（bolide）と呼ばれ、IAUの定義ではこれらを区別しないが、アメリカ流星協会（American Meteor Society）では、特に最後に爆発をともなう火球をボーライドとして区別するとしている。科学的な観測でなく一般的な目撃の場合、明るい流星を火球と判断するのは主観的であって、厳密な境目は無い。

## 火球の観測
明るい火球が隕石として落下した場合、その軌道は火球の目撃情報からも得られる。またより正確な情報を得る為、火球監視カメラと呼ばれるカメラによって自動監視が行なわれている。
流星群の観測では、流星の明るさの統計が研究の手がかりになる事があるため、毎年の主な流星群の火球の出現状況が詳しく調べられている（観測項目を予め決めた、流星群の火球データの収集）。なお流星群に属する火球は隕石になった例が知られていない。
火球を見た時、現れた方角と時刻を確認しておくと、他人が観測した火球と同じものかどうかを確認する手がかりとなる。また、飛行方向を記録しておくと飛行経路特定の役に立ち、ひいては隕石落下位置の推定を行う有力な資料となる可能性がある。
なお、夕方の西の空にはしばしば火球のような物体を確認できるが、これは飛行機の誤認である場合が多い（「日本火球ネットワーク」参照）。

## アースグレイジング火球
アースグレイジング火球とは飛翔経路が地球の接線方向になることで地表からの観測ではあたかも再上昇するように見える軌道を描く火球である。2006年3月29日には日本の関東地方で観測された。

## 火球の音
火球は経路に沿って衝撃波を形成し、火球が大きなときそれはしばしば大きな衝撃を伴う音（ソニックブーム）として地表にまで到達する。衝撃音は経路に直交してほぼ円柱状に広がるが、地表近くの大気の温度差で反射するため、火球の経路が地表面に対してなす角度が大きなときには地表まで到達しにくい。角度が小さな場合には、経路の進行方向と直交した方向に広範囲に大砲か遠雷のような音を響かせ、人々を驚かせる。特に大きなときには窓ガラスが割れるなどの被害をもたらし、2013年のロシア・チェリャビンスク州の隕石落下ではその範囲が180×80キロメートルに及んだ。
一方で、火球や流星が流れるのと同時にかすかな音が聞こえるという報告も多い。しかし実際には数十km上空の中間圏で起こっている現象であるため、地上の観測者に物理的な音が届いたとしても音速を考えれば数分後のはずである。そのため音を伴う観測例が後を絶たないのは大きな謎となっており、電磁波音のような説が提唱されている。